# 대무가
《대무가》(DAEMUGA)는 2018년 대한민국에서 제작된 이한종 감독의 단편 영화로 충무로뮤지컬영화제에서 탤런트 M&M 제작지원에 선정된 작품이다.
최종 선발된 4편의 작품은 탤런트 M&M 부문에 특별상영 되었으며, 그중 《대무가》는 장편영화《대무가: 한과 흥》으로 제작된다. 2019년 8월 기사에 따르면[1]“대무가의 플롯을 발전시켜 스토리를 창조한 작품”으로 언급되었다. 이어 “먹고 사는 문제를 둘러싼 다양한 무당들의 삶을 그릴 예정”이라며, 박성웅, 정경호를 캐스팅하여 제작된다고 말했다.
특히 이 두 배우는 OCN 드라마 《라이프 온 마스》(2018)에 이어 tvN 드라마 《악마가 너의 이름을 부를 때》(2019)에서 호흡을 맞추었으며, 이 작품이 세 번째 만남이라 화제가 되었다.
단편영화는 주로 단편영화제 등을 통해 소개되는데, 《대무가》는 영화제 상영방식을 택하지 않고 리부트가 아닌 기존 플롯을 발전시켜서 극장에 상업 장편으로 개봉된다는 점이 이례적인 제작방식이다. 언론매체에 기사화된 내용대로 제작된다면, 이는 결과를 떠나서 향후 한국영화 제작방식의 새로운 선례가 될 수 있을 것으로 보인다.
장편영화는 쿠키픽쳐스 제작, 알고리즘미디어랩이 공동제작하였고, 2022년 10월 극장에 <대무가(DAEMUGA)>로 개봉된다.

## 장편영화
장편영화는 2022년 10월 12일 개봉으로 대무가 (영화)에 소개되어 있다.

## 시놉시스
청년백수 무당되다. 취업에 몇 년째 실패한 청년백수 신남은 무당학원의 10주 코스를 거치면 무당이 되어 큰돈을 벌 수 있다는 전단에 혹해 과정을 밟는다. 10주가 지났지만 열등생에 신 내림도 받지 못한 신남은 조급한 마음에 무당선생 몰래 신당을 차리고 한 여자 손님을 상대로 굿 작업을 시작하는데...

## 캐스팅
- 양현민 : 청담도령 역
- 류경수 : 신남 역
- 서지유 : 정윤희 역
- 남태우 : 무당선생 역

## 제작진
- 감    독 - 이한종
- 각    본 - 이한종
- 프로듀서 - 한달호
- 촬    영 - 이석민
- 조    명 - 김바다
- 편    집 – 문인대
- 녹    음 - 임형주
- 사운드슈퍼바이저 - 이승철
- 음    악 - 이상
- 테크니컬슈퍼바이저 – 조희대

## 기술 양식
43min, HD

## 영화제 상영부문
| 연도 | 영화제                   | 상영부문          |
| ---- | ------------------------ | ----------------- |
| 2019 | 제3회 충무로뮤지컬영화제 | 'Talent M&M' 부문 |

## 관련 기사
제3회 충무로뮤지컬영화제 프로그램 공개…개막작 <손에 손잡고>, 폐막작 <맨 오브 라만차> 선정 - 더 뮤지컬 기사 2018.05.30